# یواس‌ای-۲۲۴
یواس‌ای-۲۲۴ (انگلیسی: USA-224) که NRO L-49 نیز نامیده می‌شود، ماهواره شناسایی ایالات متحده آمریکا است که در سال ۲۰۱۱ پرتاب شد. یواس‌ای-۲۲۴ پانزدهمین ماهواره تصویربرداری نوری کی‌اچ-۱۱ است که در مدار قرار گرفت و جایگزین ماهواره یواس‌ای-۱۶۱ شد که در سال ۲۰۰۱ به فضا پرتاب شده بود.
این ماهواره توسط لاکهید کورپوریشن ساخته شد و با موشک دلتا ۴ از پایگاه نیروی هوایی وندنبرگ در کالیفرنیا به فضا پرتاب شد.
جزئیات مأموریت و مدار این ماهواره محرمانه است.

## تصویربرداری از شکست پرتاب ماهواره ناهید-۱/سفیر
در ۳۰ اوت ۲۰۱۹ دونالد ترامپ رئیس‌جمهور ایالات متحده تصویر جاسوسی و محرمانه‌ای را در توییتر منتشر کرد که نشان‌دهنده پسایند حادثه‌ای در زمان پرتاب ماهواره‌بر سفیر در پایانه فضایی امام خمینی در ایران بود. بر پایه تحلیل‌ها به نظر می‌رسد که این تصویر توسط ماهواره یواس‌ای-۲۲۴ تهیه شده است. این گمانه‌زنی بر پایه زمان برآوردشده برداشت تصویر (با توجه به سایه اجسام در تصویر) و موقعیت این ماهواره در همان زمان استوار است که با ردیابی داده‌های موقعیت ماهواره در فضا توسط انجمن آماتوری پایش ماهواره انجام شده است.

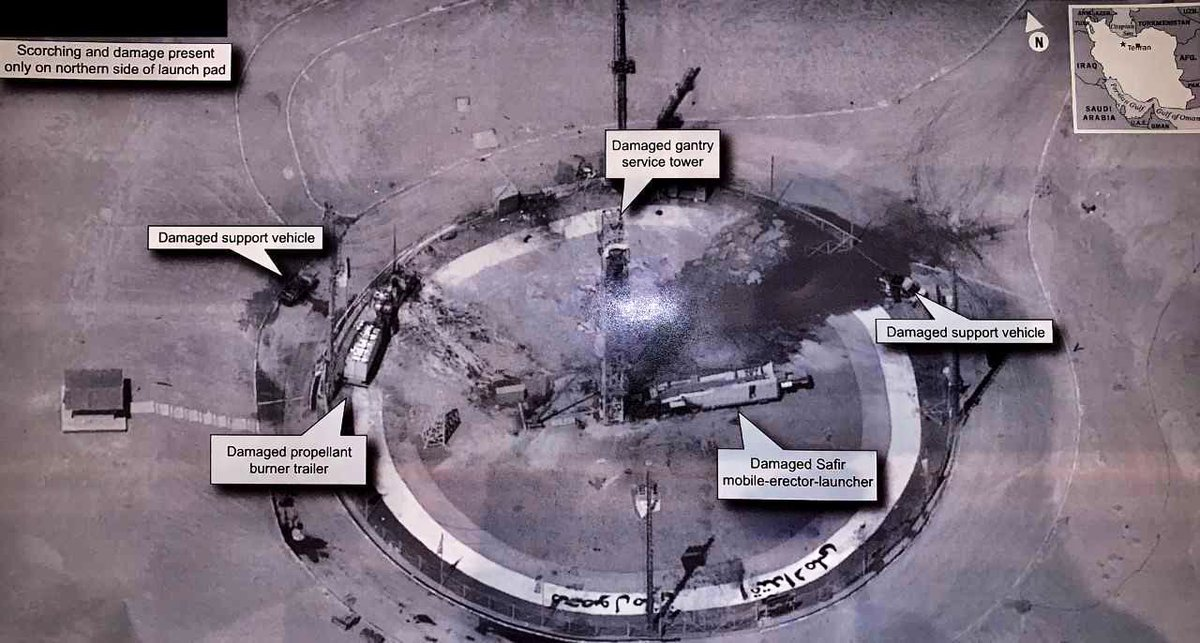
تصویر توییت‌شده توسط دونالد ترامپ که گمان می‌رود توسط یواس‌ای-۲۲۴ برداشت شده است.